# Cyrnea
Cyrnea ist eine Gattung der Rollschwänze mit 28 Arten. Sie sind Parasiten bei Vögeln.

## Merkmale
Cyrnea hat die Merkmale der Habronematinae. Seitliche Zähne sitzen am hinteren Teil der Pseudolippen, in der Tiefe der Mundhöhle oder fehlen. Weitere Zähne können im vorderen Teil der Mundhöhle ausgebildet sein, dies sind aber Neubildungen. Die Lippen sind stets mit einem submedianen zusätzlichen Lappen ausgestattet. Die Deiriden scheinen hinter dem Nervenring zu liegen. Die Vulva liegt weit hinten. Der Schwanz der Männchen ist vom Acuarid-Typ, hat also nicht die spiruridtypische Endgruppe aus acht kleinen Papillen und zwei Phasmiden, sondern 16 Papillenpaare.

## Systematik
Zur Gattung gehören folgende Arten:
- Cyrnea americanum Chandler, 1941
- Cyrnea antennifera Chabaud & Rousselot, 1957
- Cyrnea aptercyis Harris, 1975
- Cyrnea apterocerca Guschanskaja, 1931
- Cyrnea apterycis Harris, 1975
- Cyrnea asturi (Hsu, 1957)
- Cyrnea capitellata Schneider, 1866
- Cyrnea chabaudi Rasheed, 1965
- Cyrnea colini Cram, 1927
- Cyrnea euplocami Maplestone, 1930
- Cyrnea euricerca Seurat, 1914
- Cyrnea eurycerca Seurat, 1914
- Cyrnea excisa Molin, 1860
- Cyrnea excisiformis Yamaguti, 1935
- Cyrnea graphophasiana Yamaguti, 1935
- Cyrnea graphophasiani Yamaguti, 1935
- Cyrnea jubilarica Ryzhikov & Khokhlova, 1964
- Cyrnea longispicula Walton, 1927
- Cyrnea lyruri Maplestone, 1916
- Cyrnea lyruri (Fedjushin, 1946)
- Cyrnea mansioni Seurat, 1914
- Cyrnea parroti Seurat, 1917
- Cyrnea playae Sandground, 1929
- Cyrnea semilunaris Molin, 1860
- Cyrnea seurati Lopez Neyra, 1918
- Cyrnea singhi Ali, 1961
- Cyrnea spinosa Gendre, 1923

Synonyme sind Chenospirura Hsu, 1957, Seurocyrnea Strand, 1929 und Skrjabinochona Guschanskaja, 1931.